# دانشکده پزشکی شهرکرد
دانشکده پزشکی شهرکرد دانشکده‌ای وابسته به دانشگاه علوم پزشکی شهرکرد واقع در استان چهارمحال و بختیاری،  که در سال ۱۳۶۵ شمسی تأسیس گردیده است.

## تاریخچه
دانشکده پزشکی شهرکرد از سال ۱۳۶۵ با پذیرش ۱۱۰ دانشجوی پزشکی آغاز به کار کرد و از سال ۱۳۶۶ به‌طور مستقل و به عنوان اولین دانشکده دانشگاه علوم پزشکی شهرکرد به فعالیت آموزشی خود ادامه داد.

## گروه‌های آموزشی
گروه‌های آموزشی زیر در دانشکده پزشکی شهرکرد فعال هستند:
- گروه بیهوشی
- گروه داخلی
- گروه عفونی
- گروه روانپزشکی
- گروه اطفال
- گروه زنان و زایمان
- گروه جراحی
- گروه اعصاب
- گروه چشم
- گروه گوش و حلق و بینی
- گروه رادیولوژی
- گروه بیوشیمی و تغذیه و ژنتیک
- گروه پزشکی اجتماعی
- گروه میکروب‌شناسی و ایمنی شناسی
- گروه پاتولوژی، هماتولوژی، علوم تشریح
- گروه انگل‌شناسی و قارچ شناسی
- گروه فیزیولوژی و فارماکولوژی
- گروه معارف اسلامی

## امکانات آموزشی و پژوهشی
- سالن تشریح
- سایت کامپیوتر
- آزمایشگاه میکروب شناسی
- آزمایشگاه انگل شناسی
- آزمایشگاه پاتولوژی
- آزمایشگاه بیوشیمی
- آزمایشگاه بافت شناسی